# Casimiro Barello
Casimiro Barello (Cavagnolo, 31 gennaio 1857 – Alcoy, 9 marzo 1884) è stato un pellegrino italiano, autore di numerosi pellegrinaggi.

## La gioventù
Casimiro nacque in una famiglia di contadini piemontesi, Giuseppe e Angela, profondamente credenti nella fede cristiana.
Celebrò i sacramenti del battesimo e della Cresima. La sua gioventù fu turbata dalla morte della madre quando aveva soltanto quindici anni. Casimiro, dopo questo evento, vide apparire due volte la Vergine Maria che lo spinse a cominciare un pellegrinaggio attraverso Italia, Francia e Spagna.

## I pellegrinaggi
Tra i molti pellegrinaggi che compì, Barello, si spinse fino ad Alcoy in Spagna, dove poi morì.

### I primi pellegrinaggi in Spagna
Casimiro Barello compì tre pellegrinaggi nella nazione iberica: il primo aveva come obiettivo la tomba dell'Apostolo Giacomo a Santiago de Compostela. Attraversò lungo la costa iberica Spagna meridionale e Portogallo. Ritornato a Cavagnolo, il giovane, intraprese la leva obbligatoria militare nel 72º Reggimento di Fanteria a Pescara.
Il secondo pellegrinaggio in Spagna: in realtà, Casimiro, s'imbarcò a Livorno su una nave diretta verso la Terra Santa, ma una terribile tempesta lo fece naufragare sulle coste spagnole vicino a Barcellona. Era l'anno 1880. A Barcellona prestò servizio nell'ospedale S. Maria, ma dopo alcuni mesi abbandonò il servizio e si mise in cammino verso Tarragona. Nell'Inverno del 1882, Casimiro, riprese la via per Cavagnolo. Prima di giungere a destinazione, gli comparve Gesù che lo incitò e lo fece arrivare sano e salvo nella terra natale.

### Pellegrinaggi in Francia e Italia
Sulla via di casa, a Tolosa in Francia venne ricoverato da un gruppo di psichiatri che commentarono sulla sua fede: "Voi siete un maniaco religioso!". A questa affermazione rispose "Molte grazie signori! Sono felice per questa mia pazzia verso la fede in Dio". Arrivato in Italia, i suoi compaesani lo videro stremato ma lui non si arrese e ogni giorno andava a messa e restava inginocchiato tutto il giorno pregando Dio. Nel 1883 Casimiro riprese il viaggio in Italia, forse quello più umiliante per il giovane: fu rinchiuso in carcere a Genova, Modena e sottoposto ad un interrogatorio a Lanciano. Ma viaggiò anche per Frosinone e ad Agnone. L'ultima sua tappa fu Campobasso dove venne incarcerato e riportato a Cavagnolo.

### L'ultimo pellegrinaggio e la morte
L'ultimo pellegrinaggio di Casimiro si svolse in Spagna. Partì da Cavagnolo il 3 gennaio 1884 verso la Spagna attraversando città e paesini fino ad Alcoy, dove giunse il 23 febbraio. Fu ospitato da un commerciante del posto, il quale aveva una moglie incinta ma malata. Con le sue preghiere, Casimiro guarì la donna e quando nacque il bambino gli fu dato il nome di Angelo Casimiro. Pochi  giorni dopo quell'episodio, Casimiro Barello si spense nella casa del commerciante. È seppellito ad Alcoy nella Chiesa di San Giorgio. È stato riconosciuto venerabile e il processo di beatificazione è in corso a Roma alla Sacra Congregazione dei Riti.